# Box Car Racer
Box Car Racer est un groupe américain de punk rock, originaire de San Diego, en Californie. Le groupe se composait du guitariste et chanteur Tom DeLonge et du batteur Travis Barker de Blink-182, aux côtés du guitariste David Kennedy de Hazen Street. Anthony Celestino les rejoint plus tard à la basse. DeLonge formera le projet pour extérioriser ses idées sombres qui ne correspondaient pas à Blink-182. Jeff Russell de Signals Midwest est invité à participer au projet, mais ce dernier décline. Box Car Racer est en partie inspiré et considéré comme un hommage à Jawbox, Quicksand, Fugazi et Refused.
La discographie de Box Car Racer se compose d'un seul album studio, Box Car Racer (album), sorti le 21 mai 2002, dont deux singles ont été extraits, I Feel So et There Is.

## Historique

### Origines
Le groupe est formé à la fin de 2001 par le guitariste Tom DeLonge et par le batteur Travis Barker au cours de la première séparation du groupe Blink 182, afin selon Tom DeLonge de : « recréer la musique qui m'a donné envie d'être dans un groupe au premier abord ». Tom DeLonge demande alors à David Kennedy, un de ses amis d'enfance, de rejoindre le groupe en tant que second guitariste. Les racines de Box Car Racer remontent à la période durant laquelle DeLonge jouait de la guitare acoustique sur l'album Take Off Your Pants and Jacket de Blink-182. D'après DeLonge, ce projet « n'était pas fait pour devenir un vrai groupe », mais plutôt « quelque chose à faire à mes heures perdues, et qui n'était pas la priorité dans ma vie, et juste pour faire quelque chose d'expérimental,. »
Ce projet encore sans nom, s'appelait autrefois The Kill, et le premier album Et tu, Brute?. Il finira par l'appeler Box Car Racer, le nom d'un groupe dans lequel jouait Barker après le lycée, et que DeLonge appréciait. Même si Barker trouvait que ce nom n'avait aucun sens, DeLonge, lui, y trouvait quelques similitudes entre l'Apocalypse et la Seconde Guerre mondiale. En se renseignant sur la guerre, DeLonge était « impressionné » d'apprendre que Fat Man, la bombe nucléaire qui a servi au bombardement d'Hiroshima et Nagasaki le 9 août 1945, a été larguée depuis le bombardier B-29 Bockscar (souvent épelé à tort Boxcar). Pour terminer son projet, il invite son compagnon guitariste David Kennedy, qu'il a rencontre à San Diego.

### Premier album et séparation
Le groupe commence à enregistrer leur premier album en décembre 2001 avec l'aide du producteur de Blink-182, Jerry Finn. Le groupe n'ayant pas de bassiste, c'est Tom DeLonge qui s'occupe d'enregistrer les parties de basse. L'album homonyme Box Car Racer sort alors en mai 2002. Une fois l'album sorti, le groupe décide de chercher un bassiste pour les concerts, et c'est ainsi qu'Anthony Celestino rejoint le groupe. Il apparaît dans les deux clips du groupe, à savoir I Feel So et There Is.
Bien que l'idée de base de DeLonge ne fût pas pleinement respectée, la musique de Box Car Racer est un peu plus hardcore que celle de Blink-182, et les textes sont plus enclins à la tristesse. La musique de Box Car Racer ressemble en fait beaucoup à celle de l'album Blink-182 de Blink-182. Le groupe donne son dernier concert le 17 décembre 2002.

## Membres

### Anciens membres
- Tom DeLonge - chant, guitare, basse (2001–2003)
- David Kennedy - guitare (2001–2003)
- Travis Barker - batterie, percussions, claviers (2001–2003)

### Musicien en tournée
- Anthony Celestino - basse (2002–2003)